# あ・り・が・と・う
『あ・り・が・と・う』は、1977年6月25日に発表された、中島みゆきの3作目のオリジナルアルバムである。

## 解説
中島みゆき曰く「初めてアレンジャーとの共同作業のもとに制作したアルバム」であり、レコーディングに坂本龍一や吉田建が参加している。
オリコンアルバムチャートでは最高6位を記録し、中島のオリジナルアルバムで初めて最高10位以内を獲得した。また、本作品から1998年にリリースされた25thアルバム『わたしの子供になりなさい』まで、中島のオリジナルアルバムが同チャートで22作連続で最高10位以内を獲得した。
このアルバムのポニーキャニオン盤は既に廃盤となっているが、2021年現在でも、このアルバムを含んだ通販限定CDボックスは、ポニーキャニオンショッピングクラブにて販売中である。
1986年にキャニオン・レコードよりCD化されており、現行盤のCDは2018年にヤマハ・ミュージック・コミュニケーションズから再発売されたものである（デジタルリマスタリングされた）。
2010年、Tom Baker at Precision Mastering (Los Angeles) により新たにデジタルリマスタリングされたCDがクリスタルディスクにて発売された（規格品番：YMPCD-10011）。
尚、デジタルリマスタリングされたCDは2012年10月25日より8枚組のBOXセット『中島みゆきBOX　私の声が聞こえますか〜臨月』にて通信販売限定にて発売された。

## 収録曲

### LPレコード
| 全作詞・作曲: 中島みゆき。 |                    |            |            |                  |      |
| #                          | タイトル           | 作詞       | 作曲・編曲 | 編曲             | 時間 |
| 1.                         | 「遍路」           | 中島みゆき | 中島みゆき | 吉野金次         | 5:07 |
| 2.                         | 「店の名はライフ」 | 中島みゆき | 中島みゆき | 吉野金次・福井峻 | 5:49 |
| 3.                         | 「まつりばやし」   | 中島みゆき | 中島みゆき | 福井峻           | 4:02 |
| 4.                         | 「女なんてものに」 | 中島みゆき | 中島みゆき | 吉野金次・福井峻 | 5:13 |
| 合計時間:                  | 合計時間:          | 合計時間:  | 20:11      |                  |      |

| 全作詞・作曲: 中島みゆき。 |                    |            |            |                  |      |
| #                          | タイトル           | 作詞       | 作曲・編曲 | 編曲             | 時間 |
| 1.                         | 「朝焼け」         | 中島みゆき | 中島みゆき | 吉野金次・福井峻 | 3:45 |
| 2.                         | 「ホームにて」     | 中島みゆき | 中島みゆき | 福井峻           | 4:51 |
| 3.                         | 「勝手にしやがれ」 | 中島みゆき | 中島みゆき | 吉野金次         | 3:12 |
| 4.                         | 「サーチライト」   | 中島みゆき | 中島みゆき | 吉野金次・福井峻 | 4:14 |
| 5.                         | 「時は流れて」     | 中島みゆき | 中島みゆき | 吉野金次・福井峻 | 7:06 |
| 合計時間:                  | 合計時間:          | 合計時間:  | 23:08      |                  |      |

### CD
| 全作詞・作曲: 中島みゆき。 |                    |            |            |                  |      |
| #                          | タイトル           | 作詞       | 作曲・編曲 | 編曲             | 時間 |
| 1.                         | 「遍路」           | 中島みゆき | 中島みゆき | 吉野金次         | 5:07 |
| 2.                         | 「店の名はライフ」 | 中島みゆき | 中島みゆき | 吉野金次・福井峻 | 5:49 |
| 3.                         | 「まつりばやし」   | 中島みゆき | 中島みゆき | 福井峻           | 4:02 |
| 4.                         | 「女なんてものに」 | 中島みゆき | 中島みゆき | 吉野金次・福井峻 | 5:13 |
| 5.                         | 「朝焼け」         | 中島みゆき | 中島みゆき | 吉野金次・福井峻 | 3:45 |
| 6.                         | 「ホームにて」     | 中島みゆき | 中島みゆき | 福井峻           | 4:51 |
| 7.                         | 「勝手にしやがれ」 | 中島みゆき | 中島みゆき | 吉野金次         | 3:12 |
| 8.                         | 「サーチライト」   | 中島みゆき | 中島みゆき | 吉野金次・福井峻 | 4:14 |
| 9.                         | 「時は流れて」     | 中島みゆき | 中島みゆき | 吉野金次・福井峻 | 7:06 |
| 合計時間:                  | 合計時間:          | 合計時間:  | 43:19      |                  |      |

## 楽曲解説
1. 遍路
2. 店の名はライフ
  - モデルは、かつて北海道大学正門前にあった喫茶「ライフ」で、後に漫画喫茶「ニューライフ」と改名したが、1992年に取り壊された。歌詞中に「自転車屋のとなり」とあるが、実際に「ライフ」の隣に自転車屋が実在した。
3. まつりばやし
  - 亡き父を題材にした曲とも言われている。
  - 1992年3月に、北海道拓殖銀行のCMソングとして起用された。
  - 2005年にジャズピアニストの山中千尋がアルバム『Outside by the Swing』で「Happy-Go-Lucky Local」とのセットとしてカバーしている。
4. 女なんてものに
  - 作家の吉行淳之介との対談に触発されて制作した曲と云われている。
5. 朝焼け
  - 翌年に桜田淳子がアルバム『20才になれば』で、1979年に夏木マリが、1982年に古手川祐子がカバーした。
6. ホームにて
  - 後にシングル「わかれうた」のB面としてシングルカットされる。
7. 勝手にしやがれ
  - 後に研ナオコがアルバム『かもめのように』でカバー。研ナオコ版とでは一部、歌詞が異なる。
8. サーチライト
9. 時は流れて
  - 発売前に東京大学の学園祭で初披露された。

## 演奏者
- 中島みゆき - Vocals
- 坂本龍一 - Keyboard
- 吉田建 - Bass
- 杉本喜代志 - Guitar
- 小松崎政雄 - Drums